# 安丰郡 (曹魏)
安丰郡，中国三国时设置的郡。
曹魏黄初元年（220年）析庐江郡置安丰郡，属豫州，治所在安风县（今安徽省霍邱县西南二十里）。统五县：安风、雩娄、安丰、蓼、松滋，1100户。辖境相当今安徽省金寨、霍邱等县西南部及河南省灌河流域以东地。东晋末废。